# دوما (فلسطين)
دوما قرية فلسطينية في محافظة نابلس شمال الضفة الغربية. يبلغ عدد سكانها حوالي 2,674 نسمة حسب التعداد العام للسكان عام 2017، وتبلغ مساحتها 17,351 دونم. وهي من القرى المحتلة عام النكسة. 

## التسمية
يعتبر اسم دوما هو الاسم الجديد للقرية، حيث كانت تسمى سابقاً باسم قلائد العنبر نظراً لكرم أبنائها، كما أنها سميت في العصر العثماني باسم أدوما، ويُقال أنّ دوما سميت بهذا الأسماء نسبة إلى نوع شجر يطلق عليه اسم الدوم، وهو المتعارف عليه شعبياً باسم شجر السدرة، نظراً لأنه كان يغطي معظم الأراضي في القرية، ويُقال أيضًا أنها تعود لأحد قرى سدوم وسدوم اسم مملكة أقامت في منطقة البحر الميت.

## الجغرافيا

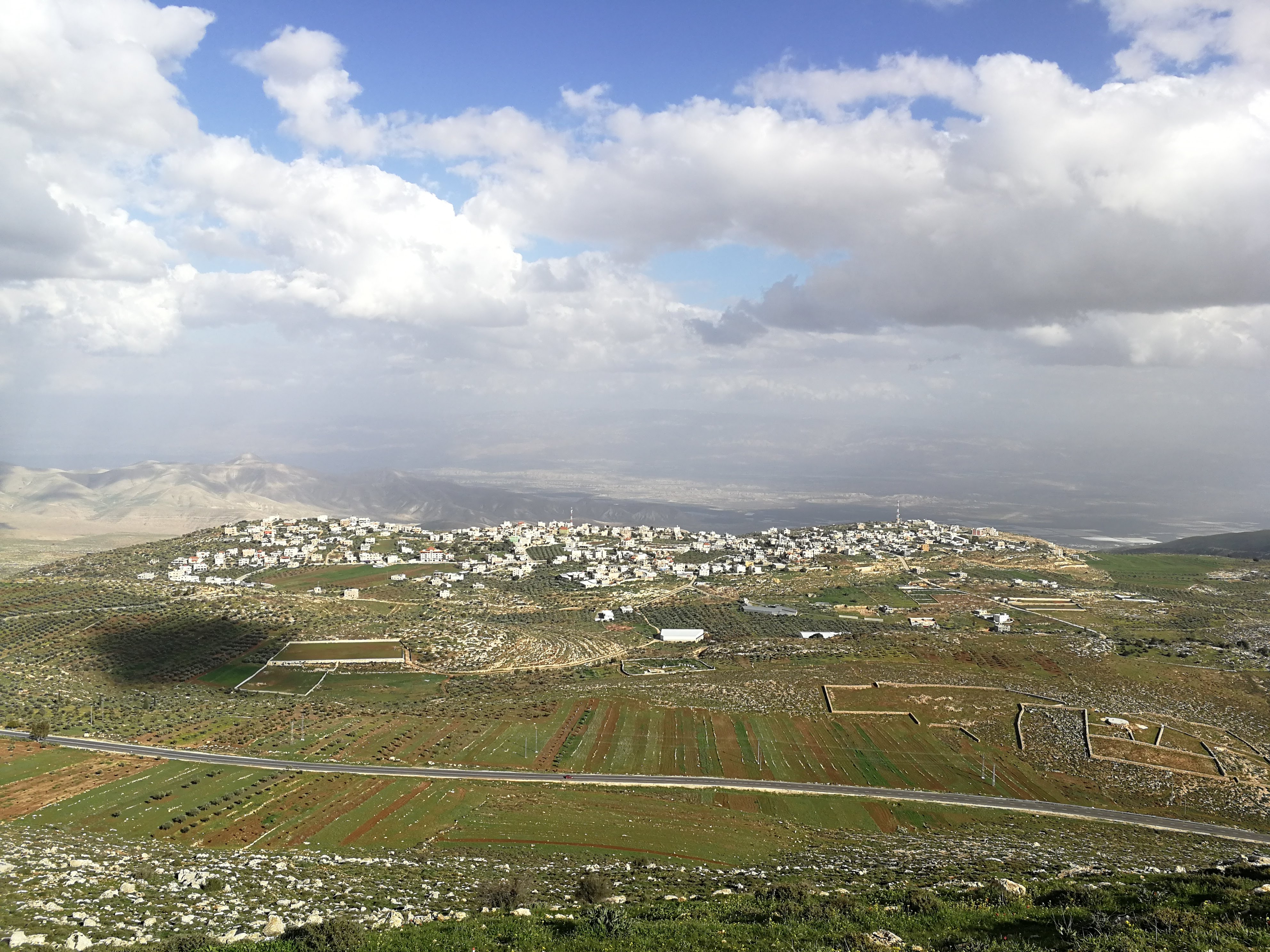
منظر للقرية ككل من منطقة جبل اللحف التابع للقرية

تقع قرية دوما في وسط فلسطين، في الجزء الشمالي الشرقي من الضفة الغربية، إلى الجنوب من مركز مدينة نابلس بحوالي 25 كم. وتبلغ مساحتها قرابة 17,351 دونم، تشكل المساحة العمرانية منها قرابة 200 دونم. يحيط بها من الشرق قريتي الجفتلك وفصايل، ومن الشمال قرية مجدل بني فاضل، ومن الغرب قريتي قصرة وجالود، أما من الجنوب فيحدها بلدة المغير.

## التاريخ
عُثر على قطع أثرية تعود إلى العصور الهلنستية، والرومانية، البيزنطية في القرية.

### العهد العثماني
تبعت دوما إلى الإمبراطورية العثمانية في عام 1517 مع كل فلسطين، وكانت تتبع ولاية شرق بيروت في الشام. في عام 1596 ظهر لأول مرة اسم دوما في سجلات الضرائب العثمانية، حيث دفعوا معدل ثابت للضريبة بنسبة 33,3٪ على المنتجات الزراعية المختلفة، مثل القمح، والشعير، والمحاصيل الصيفية، والزيتون، والماعز، وخلايا النحل. أشار فيكتور جويرين عالم الآثار الفرنسي إلى أنه «كان يُدافع عنها بواسطة بُرجين اثنين أحدهما شرقها والآخر غربها، وهذان البرجان مبنيان من الحجارة والتي تشير إلى أنها قديمة» وذلك عندما زارها عام 1870. عام 1882، أجرى صندوق استكشاف فلسطين الغربية مسحاً للقرية ووصفها بأنها «قرية صغيرة على قمة تلال، فيها صهاريج ومقابر صخرية قديمة، وأيضاً عين ماء تسمى عمير ومسجد القرية الذي يعتقد أنه كان كنيسة جرجس».

### الانتداب البريطاني
في عام 1917، سقطت دوما بيد الجيش البريطاني، ودخلت البلدة مع باقي فلسطين مظلة الانتداب البريطاني على فلسطين عام 1920، وأصبحت دوما تتبع قضاء نابلس في تلك الفترة حتى وقوع النكبة.
أجرت سلطات الانتداب البريطاني تعدادا عاما للسكان عام 1922، وقد بلغ عدد السكان حوالي 155 نسمة جميعهم مسلمين،  ثم تزايد العدد حتى وصل إلى 218 نسمة جميعهم مسلمين في تعداد عام 1931. أما في تعداد عام 1945، فتناقص عدد سكان دوما إلى حوالي 310 نسمة جميعهم مسلمين.

### الحكم الأردني
في أوائل خمسينيات القرن العشرين أتبعت دوما للحكم الأردني بين حربي 1948 و1967، وكان عدد سكانها آنذاك حوالي 444 نسمة عام 1961،  وكانت تتبع إدارياً إلى قضاء نابلس.

### النكسة
سقطت دوما في يد الاحتلال بعد حرب النكسة.

### السلطة الفلسطينية
بعد تأسيس السلطة الفلسطينية، قسمت أراضي القرية إلى قسمين: الأول شكل حوالي 5% من مساحة القرية الكلية وعرف باسم المنطقة «ب»، بينما القسم الآخر والذي شكل النسبة المتبقية عرف باسم المنطقة «ج».

## السكان
دخلت فلسطين وفود كبيرة عبر العصور من تجار وغيرهم وذلك لموقعها الهام كنقطة وصل بين القارات، ومركز للحضارات والأديان. يبلغ عدد سكان دوما حاليا حوالي 2,674 نسمة جميعهم من المسلمين وذلك حسب التعداد العام للسكان 2017 الذي أجراه الجهاز المركزي للإحصاء الفلسطيني.
| السنة      | (1922) | (1931) | (1945) | (1961) | (تعداد 1997) | (تعداد 2007) | (تقدير 2012) | (2017) |
| ---------- | ------ | ------ | ------ | ------ | ------------ | ------------ | ------------ | ------ |
| عدد السكان | 155    | 218    | 310    | 444    | 1,657        | 2,077        | 2,330        | 2,674  |

### عائلات القرية
ينتمي سكان القرية إلى عائلتين كبيرتين هما الدوابشة والسلاودة، اللتان تنحدران من أصول متنوعة، وتنقسم إلى عائلات صغيرة.

## مؤسسات القرية
يدير القرية مجلس قروي يأتي أعضائه بالانتخاب كل أربع سنوات. وفيها ثلاث مدارس حكومية، وعيادة صحية حكومية، وثلاثة مساجد، وجمعيات، وناد رياضي.

#### شعبة دفاع مدني
بعد زيادة اعتداءات المستوطنين على ممتلكات القرية، في عام 2025 تم افتتاح شعبة دفاع مدني والتي يشرف عليها متطوعين من شباب القرية،

## الاقتصاد

### الزراعة
تعد الزراعة القطاع الاقتصادي الرئيسي في البلدة، تنتج البلدة محاصيل الزيتون، والتين، واللوز، والعدس، والقمح وبعض الخضراوات. لكن التوسع العمراني للبلدة والتوسع في البنية التحتية وفتح الشوارع قلص المساحات المزروعة من الأراضي الزراعية.

## الاستيطان
تحيط بالقرية العديد من المستوطنات والقواعد العسكرية، المستوطنات من الجهات الشرقية والغربية للقرية وهي مستوطنة شيفوت راحيل من الجهة الغربة المقامة على أراضي قريتي جالوت وقصرة، ومستوطنة معالي افرايم من الجهة الشرقية، وقد شكلت هذه المستوطنات العديد من الاعتداء على المواطنين والممتلكات، كما يحيط بالقرية ثلاث قواعد عسكرية من الجهات الشرقية والغربية والجنوبية.
من الاعتداءات التي تعرضت لها هذه القرية لزيادة السيطرة على أراضي المواطنين ومحاولة لتروعيهم، قطع الأشجار، وحرق وسلب المحاصيل الزراعية، والاعتداء على المنازل والممتلكات وكتابة الشعارات العنصرية.

### محرقة عائلة الدوابشة

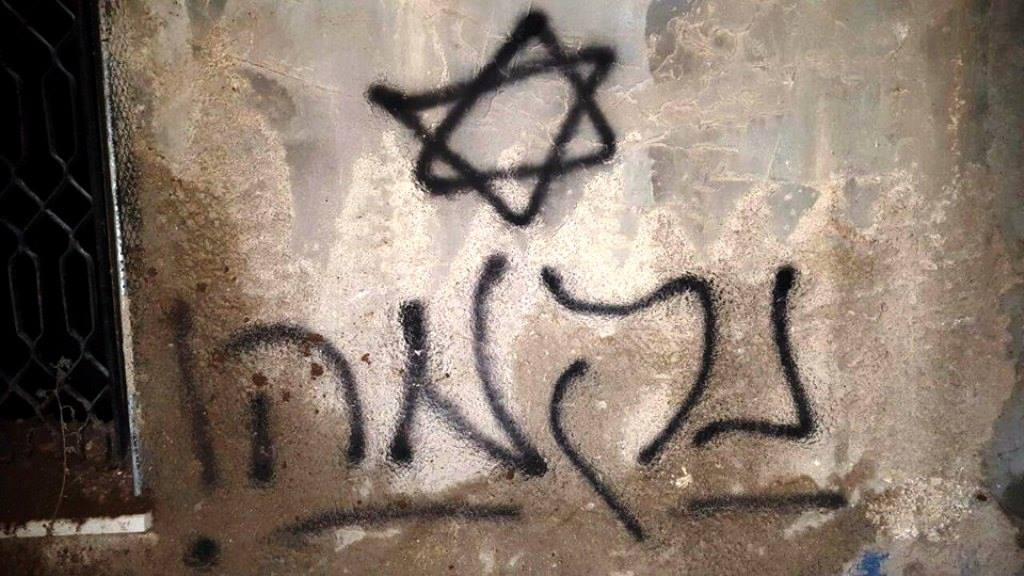
شعار للإنتقام كتب بالعبرية خطه مستوطنون على بيت دوابشة بعد حرقه

جريمة حرق منزل افتعلها مستوطنون إسرائيليون في 31 يوليو 2015، حيث استهدفت عائلة بأكملها مكونة من 4 أشخاص، أدت إلى استشهاد الطفل الرضيع علي، والأب سعد دوابشة، والأم رهام دوابشة بعد أن أصيبوا بإصابات بالغة، ولم يبقى إلا ابنهم أحمد.
لا تزال الاعتداءات على القرية من قبل قوات الاحتلال الإسرائيلي والمستوطنون مستمرة ، في تاريخ 12 أبريل 2024، أقدم المستوطنون وقوات الاحتلال الإسرائيلي على اقتحام القرية وتم الاعتداء على بعض المنازل وسكان القرية ومع استمرار الاعتداء على القرية، في تاريخ 13 أبريل 2024 قام المئات من المستوطنين بالتوغل الى مناطق متقدمة واضرموا النار بالبيوت والممتلكات وقاموا بإطلاق الرصاص الحي والمطاط والغاز والطعن وبضرب سكان القرية بالحجارة، نتج عن ذلك إصابة العشرات من سكان القرية (بالرصاص الحي، والمطاط، والاختناق)، والعشرات من البيوت والمركبات التي تعرضت للاحتراق، وتكسير واقتلاع الأشجار، وقتل المواشي.